# Mingde (socken i Kina, Heilongjiang)
Mingde (kinesiska: 明德, 明德朝鲜族乡) är en socken i Kina. Den ligger i provinsen Heilongjiang, i den nordöstra delen av landet, omkring 380 kilometer öster om provinshuvudstaden Harbin.
Genomsnittlig årsnederbörd är 746 millimeter. Den regnigaste månaden är juli, med i genomsnitt 171 mm nederbörd, och den torraste är januari, med 4 mm nederbörd.